# Samuel Gottlieb Bürde
Samuel Gottlieb Bürde (* 7. Dezember 1753 in Breslau; † 28. April 1831 auf einer Reise in Berlin) war ein deutscher Dichter.

## Leben
Bürde wurde als Sohn des Zöllners und späteren Kirchenbedienten Johann Valentin Bürde († 1771) und der Johanna Elonore († 1808), geb. Gaczes, geboren.
In Breslau besuchte er das Elisabethgymnasium; der dortige Rektor machte Bürde auf die Dichtkunst aufmerksam. In Halle studierte er Jura. 1776–1778 war er Lehrer einer Lehranstalt in Breslau. Später bereiste Bürde die Schweiz und Italien.
Samuel Bürde heiratete 1786 in erster Ehe die 1790 verstorbene jüngste Tochter des Konsistorialrats Enger. In zweiter Ehe war er seit 1791 mit Christiane Emilie, Tochter des Professors Bertram verheiratet, die im Jahr 1800 verstarb. Aus dieser Ehe hatte er mehrere Söhne, darunter Georg Heinrich Bürde (1796–1865), der Bauunternehmer und Mitarbeiter Karl Friedrich Schinkels wurde, und den Pferde- und Schlachtenmaler, Kupferstecher, Lithographen und Modelleur Friedrich Leopold Bürde (1792–1849).
Erneut verwitwet, heiratete Samuel Bürde 1805 die schon im folgenden Jahr verstorbene Elisabeth, geb. Hiller, Tochter des Komponisten Johann Adam Hiller, die Sängerin am Breslauer Theater war. Bürdes Schwiegertochter, die um 1825 mit Friedrich Leopold verheiratete Jeanette Bürde (eigentlich Johanna Antonie Thekla), geb. Milder (getauft 1799–1875), war Konzertpianistin und Komponistin und die Schwester der Anna Milder-Hauptmann.
Als Kammersekretär arbeitete Samuel Bürde ab 1781 in seiner Heimatstadt. 1783 wurde Samuel Bürde zum Sekretär der polnischen Grenzkommission und 1795 zum Geheimsekretär am schlesischen Finanzministerium ernannt und elf Jahre später zum Kammer- und Kanzleidirektor. Weitere neun Jahre später, 1815, gehörte er zum königlichen Hofrat.

## Werke (Auswahl)
- Übersetzung von Paradise Lost.
- Steil und dornig ist der Pfad, der uns zur Vollendung leitet.
- Meines Herzens Freude ist nur die, daß ich nie mich von Jesus scheide.
- Uns, die Gebundnen, zu befreien, der Unheilbaren Heil zu sein, ist er herabgekommen.
- Wann der Herr einst die Gefangnen ihrer Bande ledig macht, o dann schwinden die vergangnen Leiden wie ein Traum der Nacht.
- Wenn der Herr einst die Gefangnen (EG 298).
- Cantate zur Einweihung des Unterrichts-Instituts für die Jugend der Breslauischen Judenschaft am 15. März 1791 (vertont von Johann Adam Hiller). In: Nachricht von dem, unter dem Namen Wilhelms-Schule, zu Breslau errichteten Institut, zu einer verbesserten Unterweisung der Kinder dasiger Juden-Gemeinde und der am 15ten März 1791. erfolgten feyerlichen Einweihung desselben. Gedruckt mit Grassischen Schriften, Breslau 1791, S. 79–84 (vollständig einsehbar in google books).
- Der Taucher, Libretto für eine romantische Oper in zwei Akten, 1823 vertont von Conradin Kreutzer.
- Erzählung von einer gesellschaftlichen Reise durch einen Theil der Schweiz und des obern Italiens.
- Poetische Schriften. 2 Theile, Breslau 1803 und 1805.

## Briefe
- Brief des Staatsministers Christian von Haugwitz an Bürde, 25. September 1792, in: Briefe von Chamisso, Gneisenau, Haugwitz, W. von Humboldt, Prinz Louis Ferdinand, Rahel, Rückert, L. Tieck u. a. Nebst Briefen, Anmerkungen und Notizen. Aus dem Nachlaß Varnhagen’s von Ense herausgegeben von Ludmilla Assing, Bd. 2, F. A. Brockhaus, Leipzig 1867, S. 285 ff. (Web-Ressource).